# La valle dei lupi
La valle dei lupi (Brawn of the North) è un film muto del 1922 diretto da Jane Murfin e Laurence Trimble. Una storia che si svolge nei boschi del nord con protagonista Strongheart (nella versione italiana, rinominato Fido), un pastore tedesco che diventò una vera star del cinema americano; addestrato in origine come cane poliziotto, Strongheart (ma il suo vero nome era von Etzel Oeringen) venne "scoperto" in Europa da Trimble e Murfin, coppia di cineasti che nella vita erano marito e moglie e che collaborarono insieme a diversi film.

## Trama

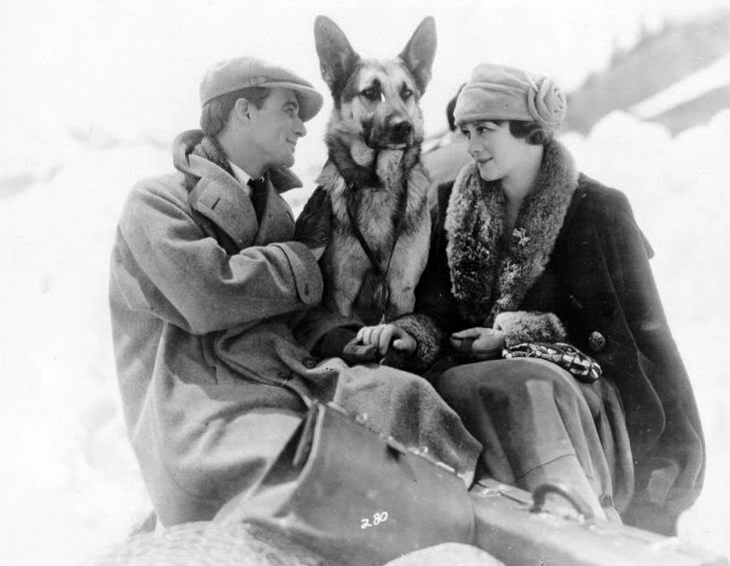
Lee Shumway, Strongheart, Irene Rich

Marion Wells si reca in Alaska insieme al cane Brawn per raggiungere il fratello Lester e il fidanzato Howard Burton. I due uomini hanno un diverbio che finisce tragicamente: Burton uccide Lester, mentre Brawn trascina Marion alla baita di Peter Coe sfidando una tempesta di neve. Per evitare di sposare Peter, Marion lo lascia e, per mantenersi, vende Brawn. Quando però Peter scopre che il nuovo proprietario maltratta il cane, lo salva e lo restituisce a Marion che ora si rende conto di amare Peter e accetta di sposarlo.

Qualche tempo dopo i due si recano in città insieme al loro bambino. Brawn si allontana, seguendo l'affascinante Lady Silver, e Marion e Peter lasciano incustodita la slitta per andare alla ricerca del cane. Quando tornano, il piccolo è scomparso. Lo ritroveranno, scoprendo che Brawn l'ha difeso da un branco di lupi portandolo poi in salvo in una capanna della missione.

## Produzione

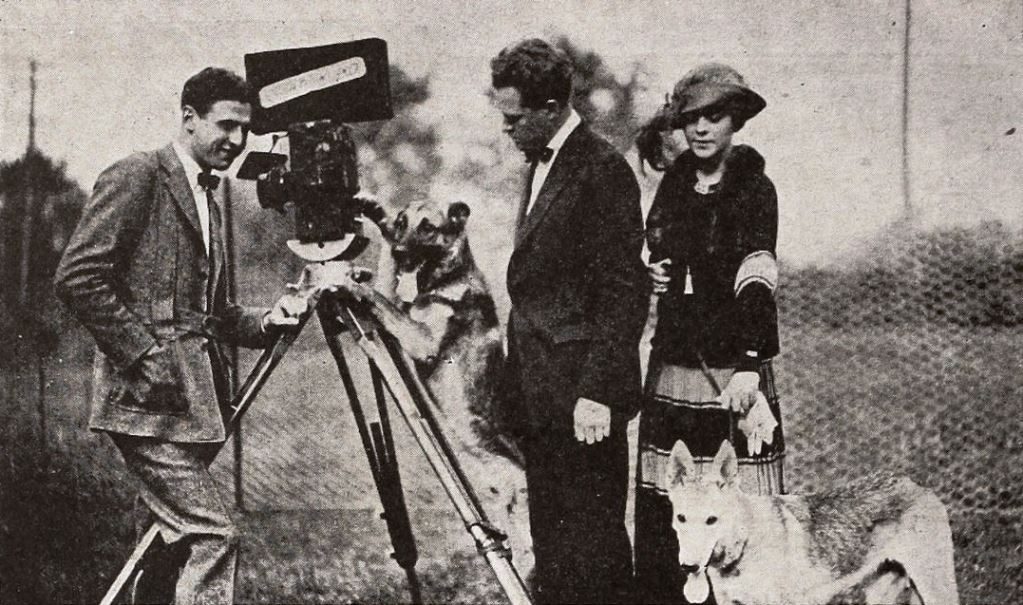
Charles Dreyer (?), Strongheart, Trimble e Jane Murfin sul set

Il film fu prodotto dalla Laurence Trimble & Jane Murfin Productions (con il nome Trimble-Murfin Productions).

## Distribuzione
Il copyright del film, richiesto dalla Trimble-Murfin Productions, fu registrato il 1º novembre 1922 con il numero LP18350.

Distribuito dalla Associated First National Pictures, il film - presentato da Jane Murfin e. Laurence Trimble - venne proiettato in prima mondiale a Los Angeles 12 novembre 1922. Nel 1924, uscì in Italia e in Austria, mentre nel 1925 venne distribuito in Germania.
Non si conoscono copie ancora esistenti della pellicola che viene considerata presumibilmente perduta.